# نصركان السفلي (آق التين)
نصرکان السفلی (بالفارسية: نصرکان سفلی) هي قرية تقع في إيران في غلستان. يقدر عدد سكانها بـ 67 نسمة بحسب إحصاء 2016.